# Gary Armstrong
Gary Armstrong (Jedburgh, 30 de septiembre de 1966) es un exjugador británico de rugby que se desempeñaba como medio scrum.

## Selección nacional
Fue convocado al XV del Cardo por primera vez en noviembre de 1988 para enfrentar a los Wallabies, fue un jugador regular–titular de su seleccionado y disputó su último partido en octubre de 1999 ante los All Blacks. Jugó 51 partidos y marcó cinco tries para un total de 21 puntos (un try valía 4 puntos hasta 1992).

### Participaciones en Copas del Mundo
Disputó las Copas del Mundo de Inglaterra 1991 donde sería la mejor participación histórica de Escocia en el torneo, al acabar en la cuarta posición y Gales 1999. En ambos torneos Armstrong fue titular y marcó un try.
| Mundial                       | Sede       | Resultado        | PJ | Tries |
| ----------------------------- | ---------- | ---------------- | -- | ----- |
| Copa Mundial de Rugby de 1991 | Inglaterra | Cuarto puesto    | 5  | 1     |
| Copa Mundial de Rugby de 1999 | Gales      | Cuartos de final | 4  | 1     |

## Leones Británicos
Armstrong fue seleccionado a los British and Irish Lions en 1989 para participar de la Gira a Australia de ese año. En esta no jugó ninguno de los test matches contra los Wallabies, solo partidos de entrenamiento y no volvió a participar de otra gira.

## Palmarés
- Campeón del Torneo de las Seis Naciones de 1990 y 1999.
- Campeón de la Premiership Rugby de 1997–98.
- Campeón de la Anglo-Welsh Cup de 2000–01.